# 萨哈卜扎达·雅各布汗
萨哈卜扎达·雅各布·阿里汗（1920年12月23日—2016年1月26日），是一名巴基斯坦政治家、外交官、军事人物、和平主义者、语言学家、他是巴基斯坦陆军的退役中将。

## 生平
他出生在英属印度兰普尔（今北方邦）的一个贵族家庭，在英国接受教育，在德拉敦的印度皇家军事学院接受教育，然后在里面任教，并在第二次世界大战期间在英军第18骑兵团服役。1947年印巴分治之后，他成为巴基斯坦公民，加入巴基斯坦军队，在那里他参加了1965年印巴战争。他是东巴基斯坦陆军司令部的指挥官。他于1969年和1971年被任命为东巴基斯坦的总督，但在内乱中提交辞呈后被召回巴基斯坦。1973年，他加入巴基斯坦外交部，被任命为巴基斯坦驻美国大使，后来晋升为外交部长，1982年在总统齐亚·哈克手下任职。
他担任外交部长期间在1979-1989年的苏联-阿富汗战争中发挥了重要作用，并代表联合国参加了结束尼加拉瓜内战的谈判。1990年代，他在联合国西撒哈拉特别事务部担任官员，直到在巴基斯坦总理贝娜齐尔·布托的领导下再次被任命为外交部长。1997年从外交部门退休后，他在伊斯兰堡度过了余生。2016年在伊斯兰堡去世。